# Franquemont

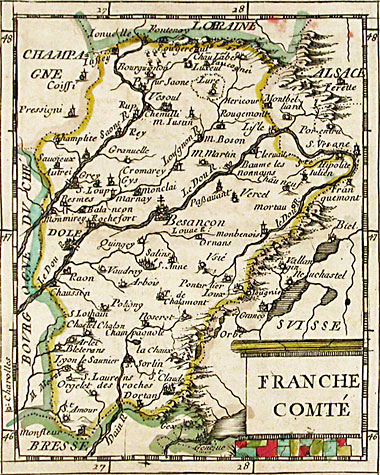
Karte der Franche-Comté von Pierre Duval, 1662

Franquemont (deutsch veraltet Friberg) ist eine ehemalige Herrschaft („Seigneurie“) zu beiden Seiten des Flusses Doubs, dominiert durch die Burg Franquemont. Die Herrschaft umfasste die Ufer des Doubs von Le Theusseret bis Le Moulin du Plain, das Tal, die Mühlen, Weiler und Dörfer Gourgouton, Montbaron, Vautenaivre, Beaujour und Goumois.
Im Jahre 1247 erwarb Dietrich III. Montfaucon, Graf von Montbéliard (Mömpelgard), die Gemeinde Goumois und einige andere Besitztümer rechts und links des Doubs. Im Jahr 1304 ging die Herrschaft zusammen mit anderen Lehen an seinen Cousin Walther von Montfaucon, erster „Seigneur“ von  Franquemont. Walther errichtete eine Burg auf den Ruinen einer alten römischen Festung, die auf dem Bergrücken zwischen dem Dorf Belfond und dem Doubs gelegen hatte. Nach seinem Tod gingen die Herrschaft und die Burg wieder an den Grafen von Montbéliard. In der folgenden Zeit, voll von Rivalitäten und Kriegen, wie zum Beispiel den Burgunderkriegen (1474–1477) und dem Dreißigjährigen Krieg (1618–1648), wechselte die Burg mehrfach ihren Besitzer.
In den 1550er Jahren etablierte sich eine Münzstätte; im Jahre 1720 erhob Karl V. (Lothringen) die Herrschaft Franquemont zu einer Baronie. Zwischen dem Fürstbischof von Basel und den Herzögen von Württemberg und Grafen von Montbéliard gab es in der Folgezeit Streit um die Souveränität der Baronie. Diese Rivalitäten führten im Jahre 1677 schließlich zur Zerstörung der Burg durch den Fürstbischof von Basel.
Durch den Vertrag von Versailles vom 11. Juli 1780, unterzeichnet u. a. vom französischen König, Louis XVI., und Frédéric von Wangen, Fürstbischof von Basel, wurde die Souveränität über das linke Ufer des Doubs letztendlich an Frankreich übertragen. Das rechte Ufer blieb beim Bischof. Es wurde vereinbart, dass der Doubs fortan als Grenze zwischen den beiden Ländern dienen sollte. Als Folge der Französischen Revolution (1789–1799) und der damit verbundenen Aufhebung aller Feudalrechte wurde die Herrschaft Franquemont abgeschafft und das Fürstbistum Basel 1792 zunächst von Frankreich annektiert und im Jahre 1793 aufgelöst.
Als Folge des Wiener Kongresses von 1815 wurde der Schweizer Teil der alten Baronie der Gemeinde Goumois (Schweiz, Kanton Jura) zugeschlagen, der französische Teil ging an die Gemeinde Goumois im Département Doubs.

## Burg Franquemont

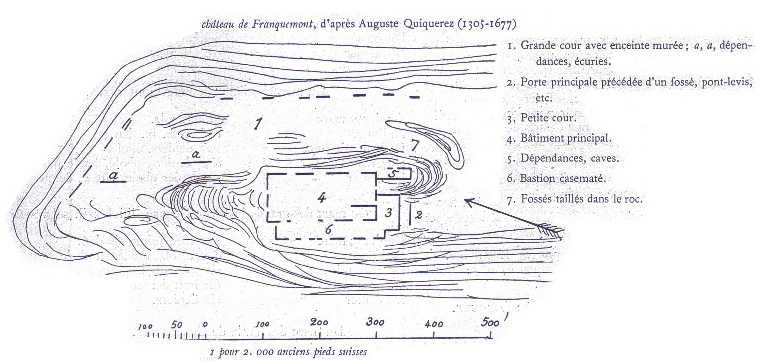
Château Franquemont 1850 von A. Quiquerez

Beschreibung der Burg 1305–1677 (nach Auguste Quiquerez 1801–1882):
Aufgrund der Unregelmäßigkeiten des Geländes wurde die Burg auf zwei sich überlagernden Terrassen gebaut. Der Eingang befand sich an der Südflanke, führte auf einen großen, von Mauern umgebenen Innenhof, flankiert von Nebengebäuden und einem Verlies. Die Hauptstruktur war zum Graben hin ausgerichtet, mit einem Zugang zu einem kleineren Hof.  Daneben lassen Reste einer Mauer auf ein rechteckiges Gebäude schließen (ca. 60 × 30 m). Dies wurde (nach einer Skizze aus dem Jahre 1850 von A. Quiquerez) auf der Westseite der Anlage durch doppelwandige ovale Bastionen flankiert. Wahrscheinlich stand in der Mitte der Burg eine Kapelle hoch über dem Graben. Darüber hinaus gab es einen Brunnen oder eine Zisterne im Norden. Der letzte Bewohner der Burg, bevor sie im Jahre 1677 zerstört wurde, war Graf Claude de Franquemont.

## Das Haus Franquemont

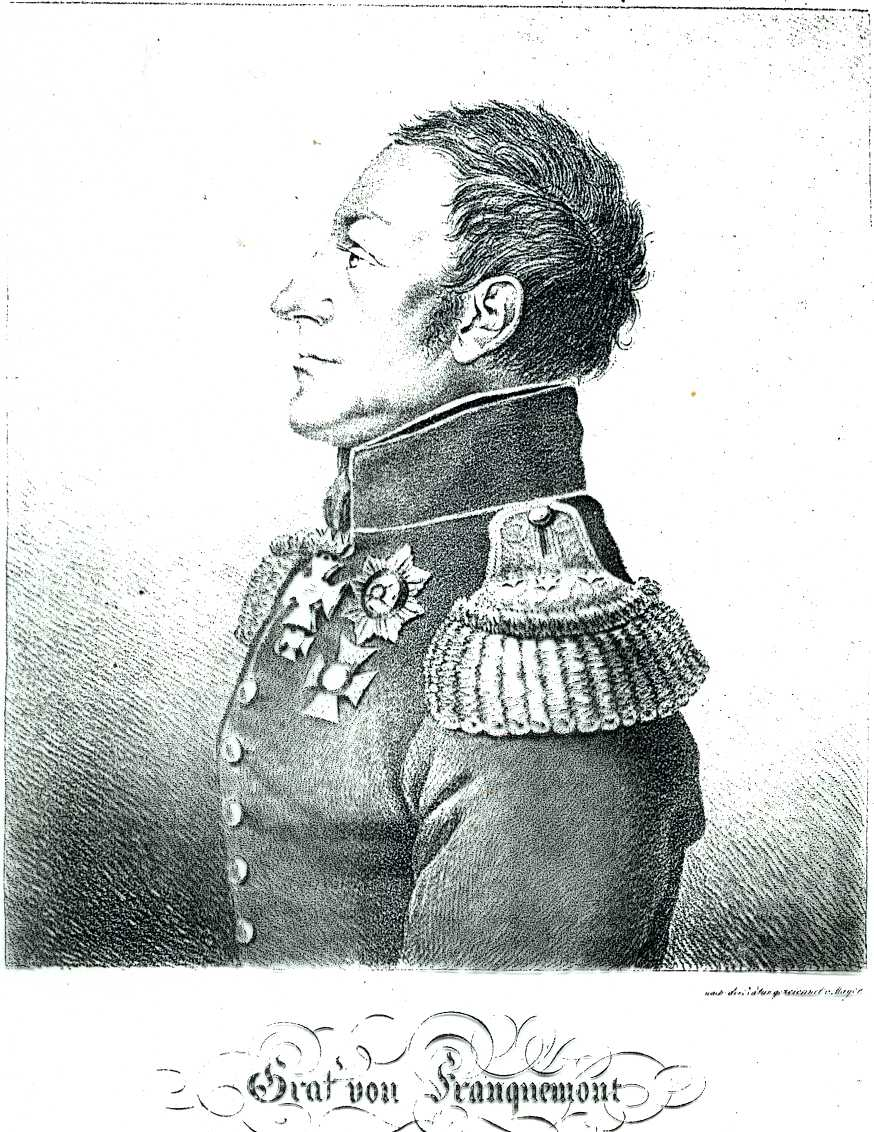
Graf Friedrich von Franquemont (1770–1842)

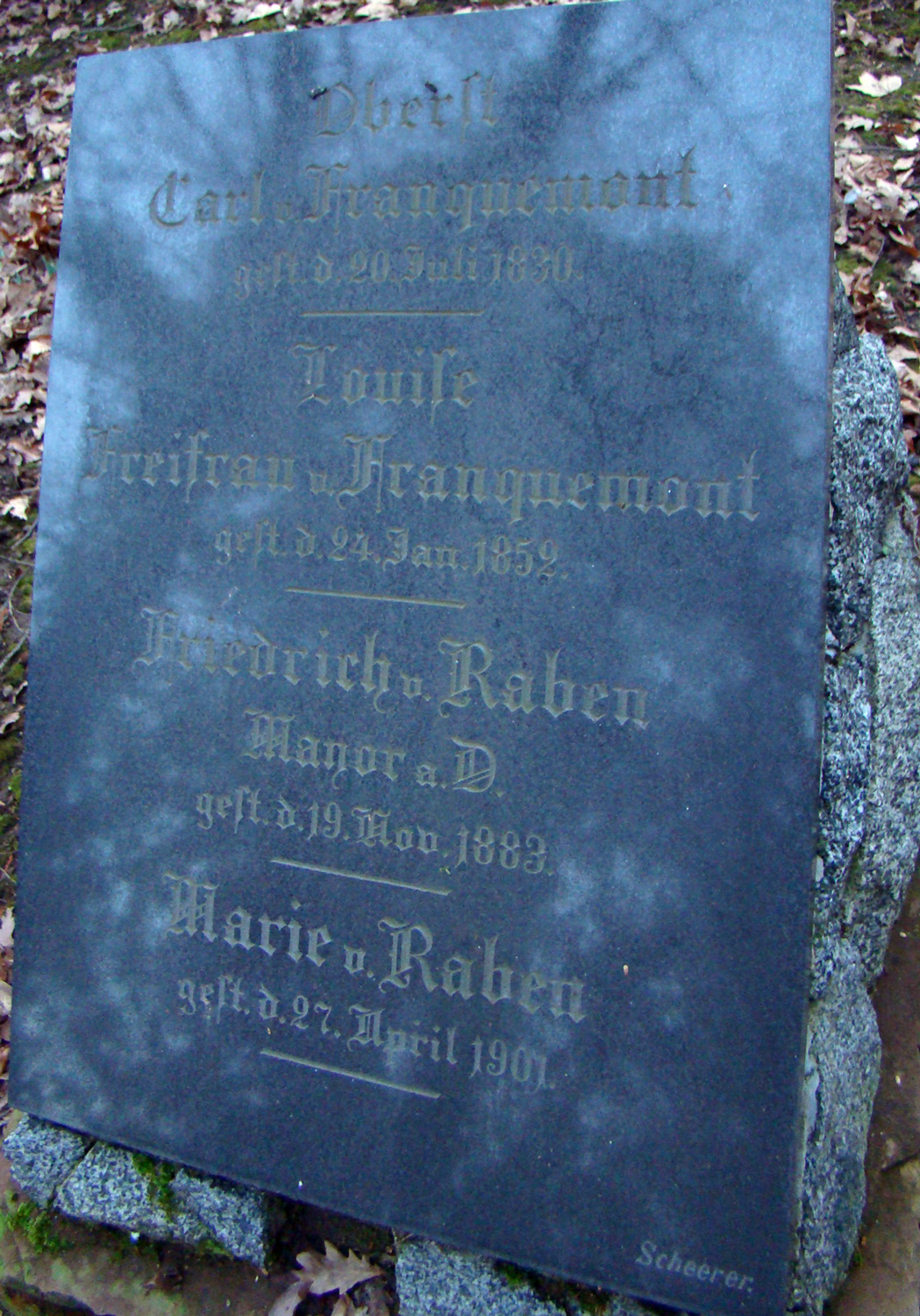
Grabmal von Carl von Franquemont († 1830) auf dem Alten Friedhof in Ludwigsburg

Es gab verschiedene Linien der Franquemonts. Alle haben ihre Wurzeln in den Familien Württemberg und Montbéliard. Die meisten Linien sind heute ausgestorben aufgrund fehlender männlicher Nachkommen. Lediglich die württembergische Linie Franquemont besteht noch.
Die Linie de Franquemont in der Franche-Comté geht über Etienne de Montfaucon, Graf von Montbéliard (1325–1397), auf die Grafen von Montbéliard und das Haus Württemberg zurück. Sein natürlicher Sohn Henri erbte Franquemont. Der erste im französischen Adelslexikon erwähnte Franquemont war sein Sohn Jean de Franquemont († 1489), Vogt von Montbéliard. Über zehn Generationen Nachkommen von Jean folgten, Herren von Tremoing und Pierrefitte. Im 16. Jahrhundert brachten die Franquemonts fünf Ritter des St.-Georg-Ordens hervor. Im Jahre 1720 wurde diese Linie in den Grafenstand erhoben. Herzog Leopold von Lothringen erhob das Gebiet der Han-en-Barrois, in der Barrois-Mouvant (Lothringen), zur Grafschaft, und George-Gabriel de Montbéliard, Graf von Franquemont, diente ihm als Kämmerer. Als Folge wurde Han-en-Barrois im Barrois Mouvant zu Franquemont-en-Barrois. Im Laufe der Jahrhunderte gab es unter anderem Allianzen mit den Familien Chatelet, Arbonnay, Brunecoffnen, Maillet, d'Aspremont und Gilley.
Die Linie de Franquemont in der Franche-Comté ist über Henriette d'Orbe-Montfaucon, Gräfin von Montbéliard (1397–1444), Enkelin von Etienne de Montfaucon, verwandt mit der Linie von Franquemont in Württemberg. Sie erbte Montbéliard und heiratete 1407 Eberhard IV., Graf von Württemberg (1388–1419). Über diese Ehe wurden die Württemberger Besitzer von Montbéliard.
Die Linie von Franquemont in Württemberg stammen alle von Herzog Carl Eugen von Württemberg (1728–1793) ab. Fünf seiner natürlichen, anerkannten Söhne bekamen den Namen „von Franquemont“. Alle wurden Offiziere der Württembergischen Armee. Als solche gingen sie im Dienst der Niederländischen Ostindien-Kompanie (V.O.C.) mit dem sogenannten Kapregiment über das Kap der Guten Hoffnung nach Niederländisch Ostindien. Der älteste Bruder, Friedrich Wilhelm (1744–1790), befehligte als Oberst das zweite Bataillon des Kap-Regiments. Ein weiterer Bruder war General Graf Friedrich von Franquemont (1770–1842), der nach seiner Rückkehr aus Indien das Regiment Franquemont, erstes Regiment der Armee Württembergs, befehligte und an der Völkerschlacht bei Leipzig (1813) und der Schlacht bei Waterloo (1815) teilnahm; er war von 1816 bis 1829 Kriegsminister von Württemberg. Graf Friedrich und sein Bruder, Oberst Carl von Franquemont, waren die einzigen dieser Generation, die nach britischer Gefangenschaft auf Ceylon aus Indien nach Württemberg zurückkehrten. Nachkommen der in Ostindien (Java) gebliebenen anderen beiden Brüder Franquemont kamen mehrere Generationen später nach Europa zurück, nachdem die niederländische Kolonie Ostindien als Republik Indonesien unabhängig geworden war.